# NGC 7231
إن جي سي 7231 في الفهرس العام الجديد، هي مجرة، تقع في كوكبة العظاءة. اكتشفت في 24 أكتوبر 1786 بواسطة ويليام هيرشل.

## روابط خارجية
- NGC 7231 على موقع ويكي سكاي: DSS2, SDSS, GALEX, IRAS, Hydrogen α, X-Ray, Astrophoto, Sky Map, Articles and images